# 林卡·蒂博尔
林卡·蒂博尔（匈牙利語：Linka Tibor，1995年2月13日—），斯洛伐克男子皮划艇运动员。他曾代表斯洛伐克参加2016年夏季奥林匹克运动会皮划艇比赛，获得男子四人皮艇1000米银牌。